# Нису, Антс Оскарович
Антс Оскарович Нису (род. 30 января 1950, Курессааре) — советский борец классического стиля, чемпион и призёр чемпионатов СССР, мастер спорта СССР международного класса (1974).

## Биография
Увлёкся борьбой в 1965 году. В 1970 году выполнил норматив мастера спорта СССР. Участвовал в семи чемпионатах СССР (1972-1979). Победитель международных турниров.

## Спортивные результаты
- Чемпионат СССР по классической борьбе 1974 года — ;
- Чемпионат СССР по классической борьбе 1976 года — ;